# Ниско
Нѝско (на полски: Nisko) е град в Югоизточна Полша, Подкарпатско войводство. Административен център е на Нисковски окръг и на градско-селската Нисковска община. Заема площ от 60,96 км².

## География
Градът се намира в историческия регион Малополша. Разположен е близо до левия бряг на река Сан.

## Население
Според данни от полската Централна статистическа служба, към 1 януари 2014 г. населението на града възлиза на 15 484 души. Гъстотата е 254 души/км2.

## Административно деление
Градът е разделен на 6 района.
Райони (Джелнице):
- Барце
- Вархоли
- Малце
- Москале
- Подволина
- Центрум

## Фотогалерия
- Площад „Волно̀шчи“
- Железопътна гара
- Църква „Св. Йосиф“